# Skagaströnd
Skagaströnd (kiejtése: ˈskaːɣaˌstrœnt) önkormányzat és falu Izland Északnyugati régiójában.

## Testvérvárosok
Skagaströnd testvértelepülései:
- Aabenraa, Dánia
- Lohja, Finnország
- Ringerike, Norvégia
- Växjö, Svédország

## Fordítás
- Ez a szócikk részben vagy egészben  a   Skagaströnd című angol Wikipédia-szócikk ezen változatának fordításán alapul.  Az eredeti cikk szerkesztőit annak laptörténete sorolja fel. Ez a jelzés csupán a megfogalmazás eredetét és a szerzői jogokat jelzi, nem szolgál a cikkben szereplő információk forrásmegjelöléseként.